# Balatro fridericiae
Balatro fridericiae är en hjuldjursart som beskrevs av Kunst 1954. Balatro fridericiae ingår i släktet Balatro och familjen Dicranophoridae. Inga underarter finns listade i Catalogue of Life.